# Фронт национального освобождения Огадена
Фронт национального освобождения Огадена (сомал. Jabhadda Wadaniga Xoreynta Ogaadeenya) — вооружённая группировка повстанцев, действующая на территории Эфиопии и выступающая за создание независимого государства Огаден и за объединение его с Сомали в Великое Сомали в перспективе.
Площадь региона Огаден (примерно соответствующего эфиопскому административному региону Сомали) около 200 000 км², он граничит с Джибути, Кенией и Сомали. В Огадене живёт около 8 миллионов человек, в основном мусульмане-сомалийцы.
ФНОО был создан в 1984 году. Цель группы менялась с течением времени, первоначально ФНОО заявлял, что хочет более широкой автономии для Огадена в Эфиопии, однако со временем группировка заявила о том, что борется за полную независимость региона от Эфиопии. Также ФНОО взял на себя ответственность за ряд нападений на эфиопских военнослужащих в 2007 году.
В то же время в правительство Эфиопии входит другая сомалийская партия из Огадена — Сомалийская Народно-Демократическая Партия. СНДП поддерживает курс на территориальную целостность Эфиопии.
ФНОО в основном состоит из членов клана Огаден.
Эфиопская военная операция в 2009 году прошла успешно. Мохаммед Долал и многие другие лидеры ФНОО были убиты. Это привело к расколу группировки, сейчас её статус неясен.